# Buxtehude-Preis
Der Buxtehude-Preis, auch Buxtehudepreis, der Hansestadt Lübeck ist ein deutscher Kulturpreis, der seit 1951 vergeben wird.

## Geschichte
Der Senat der Hansestadt Lübeck stiftete den Preis „anlässlich der 700-Jahrfeier der St. Marien-Kirche im Jahre 1951 und in Anerkennung der geschichtlichen, bis in die Gegenwart reichenden Bedeutung der Lübecker Kirchenmusik.“ Benannt wurde er nach dem Komponisten und Organisten Dietrich Buxtehude, einem der bedeutendsten Musiker des Barock, der bis zu seinem Tode im Jahre 1707 als Organist und Werkmeister der St. Marien-Kirche tätig war.
Der Preis sollte „hervorragende Leistungen auf dem Gebiet der Kirchenmusik würdigen“. Dabei hatte man zunächst die zeitgenössische Kirchenmusik im Blick. Der erste Preis, der im Rahmen der Festwoche zur 700-Jahr-Feier der Marienkirche am 1. September 1951 vergeben wurde, würdigte posthum das Lebenswerk von Hugo Distler. Er wurde von seiner Witwe Waltraut Distler entgegengenommen. Auch die nächsten Preisträger waren Komponisten: Johann Nepomuk David, Ernst Pepping und Eberhard Wenzel. In den 1960er Jahren wandelte sich mit der Vergabe an Carl-Allan Moberg und Oskar Söhngen der Schwerpunkt. Nun wurden neben hervorragenden künstlerischen und kompositorischen Leistungen auf dem Gebiet der Kirchenmusik auch Forscher und Interpreten des Werks von Buxtehude gewürdigt. Gleichzeitig wurde der Preis international. Sven-David Sandström war 1978 der bisher letzte Komponist, der mit dem Buxtehude-Preis ausgezeichnet wurde. Anlässlich der Preisverleihung wurde am 27. Juni 1987 in Lübeck Sandströms Komposition Es ist genug uraufgeführt. Heute wird der Preis „für Verdienste um die Entwicklung und Interpretation geistlicher Musik aus der Zeit von Dietrich Buxtehude“ verliehen.
Der Preis wird vom Senat nach Vorschlag einer Fachkommission in unterschiedlichen Abständen, in der Regel alle drei bis fünf Jahre, vergeben. Er war ursprünglich mit 10.000 DM, dann mit 5.000 Euro und heute mit 10.000 Euro dotiert. Früher wurde der Preis meist im Audienzsaal im Lübecker Rathaus vergeben, heute findet der Festakt im restaurierten Scharbausaal (Bibliotheksgründungssaal) der Stadtbibliothek Lübeck statt.
Vom Buxtehude-Preis zu unterscheiden ist der alle drei Jahre von der Gemeinnützigen Sparkassenstiftung Lübeck in Kooperation mit der Musikhochschule Lübeck veranstaltete Internationale Buxtehude-Orgelwettbewerb.

## Preisträger
| - 1951 Hugo Distler (posthum) - 1952 Johann Nepomuk David - 1955 Ernst Pepping - 1957 Eberhard Wenzel - 1963 Carl-Allan Moberg und Oskar Söhngen - 1969 Bruno Grusnick und Walter Kraft | - 1972 Søren Sørensen - 1976 Marie-Claire Alain - 1978 Georg Karstädt - 1981 Edith Mathis - 1984 Reinhard Goebel und Musica Antiqua Köln - 1987 Sven-David Sandström | - 1991 Kerala J. Snyder - 1994 John Eliot Gardiner - 2000 Konrad Junghänel und Cantus Cölln - 2007 Jürgen Ahrend - 2012 Ton Koopman - 2018 Harald Vogel |